# 1984 en tennis
Cet article résume les faits saillants de l'année 1984 dans le monde du tennis.
Deux noms résument cette saison : McEnroe et Navrátilová.

## Hommes
John McEnroe a dominé la saison concédant sa seule « vraie » défaite contre le tchécoslovaque Ivan Lendl lors de la finale de Roland-Garros 3-6 2-6 6-4 7-5 7-5. Il a remporté 13 tournois sur les 15 auxquels il a participé, remporté 82 matchs sur 85 — record toujours d'actualité (en 2006) — et a été no 1 en simple et en double (remportant au passage son 4e Wimbledon associé à Fleming).
Parmi ses principaux faits d'armes, on peut citer un 3e Masters face à Lendl 7-5 6-0 6-4, un 3e Wimbledon 6-1 6-1 6-2 contre Connors et un 4e US Open en triomphant encore de Lendl 6-3 6-4 6-1. Ses autres tournois : Philadelphie-Richmond-Madrid-Bruxelles-Dallas-Forest Hills-Coupe du monde à Düsseldorf avec les États-Unis, le Queen's-Toronto-San Francisco-Stockholm.
Les autres joueurs se sont partagé les miettes. Lendl a donc remporté sa première finale du Grand Chelem après plusieurs tentatives infructueuses. Wilander a gagné en fin de saison l'Open d'Australie (peu médiatisé à cette époque) face au sud-africain Kevin Curren, les Français sont apparus en retrait avec les médiocres résultats de Yannick Noah (gêné par des problèmes physiques notamment) et la saison en dents de scie du jeune Henri Leconte qui a tout de même vaincu Lendl en Coupe Davis.
La révélation de la saison s'appelle Pat Cash. L'attaquant australien s'est hissé en 1/2 finale à Wimbledon et à New York. Son avenir s'annonce prometteur. Enfin, la Suède a vaincu les États-Unis et ses champions Mc Enroe et Connors 4-1 en finale de la Coupe Davis.

## Femmes
Martina Navrátilová a dominé de la tête et des épaules toute la saison ou presque, seulement vaincu en 1/2 finale en Australie par Helena Suková 1-6 6-3 7-5. Cette dernière sera dominée en finale par Chris Evert 6-7 6-1 6-3. Navrátilová a donc remporté sa « petite » quinzaine de tournois, notamment le Masters, Roland Garros, Wimbledon et l'US Open à chaque fois contre Chris Evert.
Le match le plus émouvant de cette année à d'ailleurs eu lieu entre ces deux championnes à Flushing Meadows. Navrátilová a dû batailler ferme pour vaincre son éternelle rivale portée par un public tout acquis à sa cause (4-6 6-4 6-4).
Enfin, à l'instar de son homoloque masculin John McEnroe, elle a également dominé le circuit du double associée à Pam Shriver.

## Jeux olympiques de Los Angeles
On a assisté à l'émergence de deux futurs stars du tennis aux Jeux olympiques de Los Angeles. Chez les hommes, le jeune suédois Stefan Edberg déjà lauréat à Milan face à Wilander a survolé le tournoi. En finale, il a battu l'espagnol Maciel 6-1 7-6.
Chez les femmes, une certaine Steffi Graf a dominé la yougoslave Sabrina Goles 1-6 6-3 6-4.